# Frea siczac
Frea siczac là một loài bọ cánh cứng trong họ Cerambycidae.